# Palazzo Firrao (Nápoly)
A Palazzo Firrao ma a Nápolyi Vízművek székhelye. A monumentális épülettömböt, amely a 16. századi reneszánsz építészet iskolapéldája volt, a Firrao majd a Bisignano család birtokolta. A 17. században Cosimo Fanzago építész barokk stílusú átalakításokat végzett rajta. Homlokzata faragott kőből készült, beugrók, széles timpanon és márvány mellszobrok díszítik, melyek osztrák eredetű uralkodókat ábrázolnak.